# Dmitri Iwanowitsch Sidorow

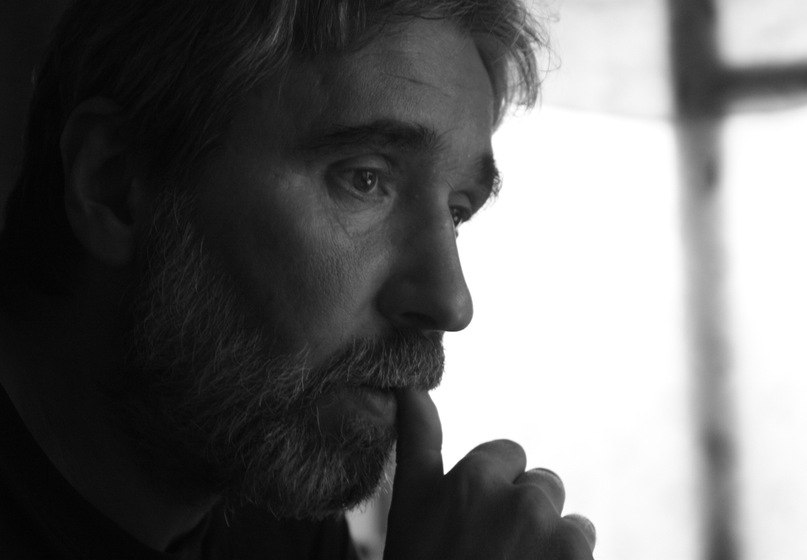
Dmitri Sidorow (2011)

Dmitri Iwanowitsch Sidorow (russisch Дмитрий Иванович Сидоров, wiss. Transliteration Dmitrij Ivanovič Sidorov; * 17. Mai 1962 in Leningrad, Russische SFSR, Sowjetunion; † 23. März 2016 in Sankt Petersburg, Russland) war ein russischer Dokumentarfilmregisseur und Professor an der Staatlichen Universität für Film und Fernsehen Sankt Petersburg.

## Leben und Werk
Dmitri Sidorow studierte von 1979 bis 1984 Journalistik an der Leningrader Universität. Ab 1986 arbeitete er zunächst als Redakteur der Filmjournalreihe Sowjetisches Russland, seit 1988 als Regisseur im Leningrader Dokumentarfilmstudio. 1990 absolvierte er ein Aufbaustudium der Filmregie am Gerassimow-Institut für Kinematographie.
In seiner Zeit als Regisseur im Sankt-Petersburger Dokumentarfilmstudio entstand unter anderem der Film Sauberes Wasser (1993, Originaltitel Чистая Вода, Preis der Jury bei dem internationalen Festival RIENA bei der UNESCO Paris 1994), der eine Parabel des gesellschaftlichen Umbruchs in Russland darstellt. Die Brüder Serow (1994, Originaltitel Братья Серовы) porträtiert die neue, postsozialistische Generation.
Von 1995 bis 1999 arbeitete Sidorow als Medienexperte für das EU-Programm TACIS in den damals zwölf GUS-Staaten und der Mongolei. Im Rahmen dieses Programmes wurden über 200 ökologische Videotheken aufgebaut und an 120 Fernsehsendern Umweltfilme ausgestrahlt. Die Umweltthematik spiegelt sich auch in seinem Schaffen als Filmemacher wider: 1996 wurde sein Film Premiere of an Annual Performance (1995, Originaltitel Премьера ежегодного спектакля) als die beste europäische Umweltdokumentation mit dem „Princes’ Award“ in Kopenhagen ausgezeichnet.
Im Auftrag der Hamburger Umweltbehörde entstand 1997 die filmische Collage Die biologische Geschichte (Originaltitel Биологическая история), eine Auseinandersetzung mit der totalitären Propaganda und sowjetischen Umweltpolitik. 
Von 1999 bis 2002 erhielt Sidorow ein Stipendium an der Staatlichen Hochschule für Gestaltung Karlsruhe und absolvierte bei Professor Hans Beller ein Aufbaustudium in Film und Medienkunst. In Zusammenarbeit mit dem Experimentalfilmer Thomas Henke entstanden die Filme Die Geschichte des Joseph Wolf (2001) und Die Willingshäuser (2002). Letzterer ist Teil der Dauerausstellung im Wolfgang-Bonhage-Museum Korbach.
2003 hatte sein Film Wsgljady. Fenomenologija (2002, Взгляды. Феноменология) auf dem Dok Leipzig Premiere. Das mehrfach ausgezeichnete philosophische Filmessay zeigt anhand von Archivaufnahmen die spannungsvolle Beziehung zwischen der dokumentarischen Kamera und ihrem Objekt, dem gefilmten Menschen, mit ihren Stimmungen: Vertrauen – Verfremdung – politische Inszenierung – Angst – erneutes Vertrauen und wieder Angst vor der Gewalt neuer Massenmanipulationen mittels moderner Medien. Laut Filmkritiker Alexei Gusew, müsse der Film obligatorisch gleich in der ersten Unterrichtsstunde in Filmschulen gezeigt werden, als Unterrichtseinheiten „Filme sehen“ und „Kino lieben“.
Von 2004 bis 2015 war Dmitri Sidorow Professor an der Staatlichen Universität für Film und Fernsehen in Sankt-Petersburg. Nach dem Meisterklassenprinzip begleitete er zwei Jahrgänge von Dokumentarfilmregiestudenten jeweils fünf Jahre von der Aufnahmeprüfung bis zum Diplom.
Sidorows in Co-Regie mit Svetlana Demidova entstandener Film За счастьем (2015, frei übersetzt Auf der Suche nach dem Glück) gewann auf dem Sankt-Petersburger Dokumentarfilmfestival Message to Man 2015 den Pawel-Kogan-Preis. Der Film porträtiert eine Familie, die sich vor fast 30 Jahren ins Gebirgsvorland des Kaukasus zurückgezogen hat und dort, zunächst unbemerkt, vom Krieg in der Ukraine eingeholt wird.

## Filmografie

### Dokumentarfilme
- 1989: Будет
- 1990: Advenientes (Приходящие)
- 1991: Троица
- 1991: Клон
- 1991: Песок
- 1992: Зоопарк
- 1992: Новгородская икона
- 1993: Чистая вода
- 1994: Американец
- 1994: Братья Серовы
- 1994: Усилие
- 1995: 50-летие Победы
- 1995: Премьера ежегодного спектакля
- 1996: Оптимисты
- 1997: Биологическая история
- 2000: Беспокойство
- 2001: Metamorphosen
- 2001: Life is very long (zusammen mit Thomas Henke)
- 2001: Die Geschichte des Joseph Wolf (zusammen mit Thomas Henke)
- 2002: Die Willingshäuser (zusammen mit Thomas Henke)
- 2002: Wsgljady. Fenomenologija
- 2004: Магия Мозга (vierteilige TV-Dokumentation)
- 2015: За счастьем